# Râul Albac, Arieș
Râul Albac este un curs de apă, afluent al râului Arieșul Mare.

## Hărți
- Harta județul Alba
- Harta munții Apuseni
- Harta munții Bihor-Vlădeasa  Arhivat în 9 iunie 2008, la Wayback Machine.